# .243 Winchester
.243 Winchester (6×51 мм) — широко распространённый спортивно-охотничий патрон.

## История
Патрон .243 Winchester был создан в 1955 году известной американской фирмой «Винчестер» (Winchester Repeating Arms Company) для использования в карабинах своей конструкции (Model 70 и Model 88) и был предназначен в первую очередь для охоты на койота, белохвостого оленя, косулю, антилопу и дикую свинью (пекари, рейзорбек). Также патрон применяется в спортивной целевой, силуэтной и высокоточной стрельбе.
За основу была взята гильза основного на тот момент армейского винтовочного патрона .308 Winchester, дульце которой обжали до 0,243 дюйма. Получившийся патрон полностью удовлетворил все требования разработчиков и быстро завоевал популярность не только в США, но и в других странах. В наши дни он относится к наиболее распространённым патронам среднего калибра; его легко найти в продаже и в России.

## Особенности и применение
Мощность патрона .243 Winchester достаточна для охоты на копытных среднего размера. В США он широко применяется для стрельбы оленей, особенно белохвостого, а также кабанов, пекари и прочей средней дичи. В Великобритании это наиболее популярный патрон среди охотников на оленей и одновременно — минимальный разрешённый калибр для охоты на оленей. В России он может применяться по некрупному кабану, косуле и т. д. Патрон .243 Winchester может использоваться и для африканских охот, по небольшим антилопам, таким, как спрингбок, импала и т. п., причём на открытых пространствах саванны преимущества этого патрона скажутся в полной мере. На близких дистанциях следует проявлять осмотрительность, поскольку пуля при попадании создаёт мощную кавитацию и может сильно разбить тушку небольшой дичи.
Изредка встречаются любители охотиться с этим патроном на крупную дичь, даже на медведя, но это не следует считать разумным — несмотря на высокую скорость (до 1000 м/c) и достаточно большой вес (до 6 г), его пуля не обладает мощностью, достаточной для уверенного поражения таких зверей. Нормальным объектом охоты может быть дичь весом не больше 150—200 кг, и на более-менее надёжное поражающее и останавливающее действие пули этого боеприпаса можно рассчитывать на дистанциях не далее 200—250 м.
Это также весьма эффективный военный (винтовочно-пулемётный) патрон, благодаря своей исключительно пологой траектории и мощному пробивному действию (в варианте с пулей массой 5,8-5,82 г. на расстояниях до 200—250 метров практически не уступающему «большим» калибрам, как пример — 7,92 Маузер или .308), получивший распространение в ВДВ, Армии и полиции США и ряда южноамериканских государств. Также он подходит и для спортивной стрельбы на дистанциях до 400—500 м, особенно с учётом малой отдачи и сравнительной дешевизны.